# Доклади на Кинси
Докладите на Кинси са две книги за сексуалното поведение на човека от д-р Алфред Кинси, Уордел Померой и др. — „Сексуалното поведение на мъжа“ (1948) и „Сексуалното поведение на жената“ (1953). Алфред Кинси е известен американски зоолог от университета в Индиана и основател на Института за изследване на секса.
Публикувани в средата на миналия век резултатите от изследванията на Кинси смайват широката читателска аудитория и скоро след публикуването си стават сензационен повод за множество полемики. У консервативното общество двете книги предизвикват шок и оскърбление, от една страна защото разклащат традиционните вярвания за сексуалността, а от друга — защото поставят на дневен ред теми, които са табуизирани дотогава. Вярването, че хетеросексуалността и въздържанието са едновременно етически и статистически норми, за пръв път е така силно дискредитирано от страна на науката.

## Открития

### Сексуалната ориентация
Сред най-цитираните пасажи от докладите на Кинси без съмнение са тези, посветени на различните сексуални ориентации. Вероятно най-скандалната част е главата „Хомосексуалният отдушник“ в „Сексуалното поведение на мъжа“. В книгата си Кинси и екипът му използват определението „отдушник“ за конкретните начини за постигане на оргазъм. Тези начини са описани в общо девет глави — от глава посветена на мастурбацията до глава посветена на секса с проститутки — най-обширната от които е тази, посветена на нехетеросексуалните контакти. Нерядко докладите на Кинси са цитирани именно по този повод. Сред най-често повтаряните факти са невярно интерпретираните данни, че 10 константни процента от всяка популация са хомосексуални. В действителност данните не са недвусмислени. Според Кинси 10% от мъжете „на възраст между 16 и 55 години са повече или по-малко преимуществено хомосексуално ориентирани в продължение на повече от три години“. Самият Кинси обаче избягва категории като „хомосексуален“ и „хетеросексуален“ твърдейки, че уклонът на сексуалността може да се измества с времето и че сексуалното поведение може да бъде разгледано както като физически, така и като чисто психически феномен (копнеж, сексуално влечение, фантазия). Вместо трите категории за сексуална ориентация (хетеросексуалност, хомосексуалност и бисексуалност) Кинси въвежда седем-степенна ска̀ла, категоризираща сексуалността в степени от 0 до 6, където 0 е преимуществено хетеросексуална, а 6 — преимуществено хомосексуална ориентация. Между двете крайности сексуалната ориентация се степенува както следва — 1 за преимуществено хетеросексуална ориентация с инцидентни хомосексуални контакти, 2 за преимуществено хетеросексуална ориентация, но хомосексуалните контакти не са инцидентни, 3 за еднаква степен на хомо/хетеросексуалност и т.н. Според Кинси близо 46% от изследваните мъже са „реагирали“ сексуално на представители и на двата пола, а 37% са имали поне една хомосексуална връзка, довела ги до оргазъм. 11,6 % от белите мъже на възраст 20-35 години са съотнесени към степен 3 по скалата на Кинси.
7% от неомъжените жени на възраст между 20 и 35 години и 4% от разведените са категоризирани в степен 3 по скалата на Кинси. От 2 до 6% от жените между 20 и 35-годишна възраст са имали повече или по-малко преимуществено хомосексуални преживявания или желания и от 1 до 3% от неомъжените жени. Общият процент жени, които до 45-годишна възраст са имали някакъв хомосексуален контакт, довел ги до оргазъм, е 13%.

### Мастурбацията
92% от мъжете според изследването на Кинси мастурбират. Същото са докладвали и 62% от жените. 45% от мастурбиращите жени са заявили, че могат да достигнат до оргазъм в рамките на 3 минути.

### Брачният коитус
Според докладите на Кинси средната честота на брачния коитус е 2,8 пъти седмично в късното юношество; 2,2 акта седмично на 30-годишна възраст и по-голяма; и 1 път седмично на възраст над 50 години.

### Извънбрачният секс
Според изчисленията на Кинси приблизително 50% от всички женени мъже са имали и извънбрачни полови контакти през даден момент от брака си. При жените до 40-годишна възраст процентът е 26. Между 1 на 6 и 1 на 10 жени на възраст между 26 и 50 години са имали извънбрачен полов контакт.

### Садомазохизмът
12% от жените и 22% от мъжете докладват за еротичен отклик към садомазохистичен разказ, а 55% от жените и 50% от мъжете твърдят, че се възбуждат от ухапване.

## Методология
Данните са събирани главно чрез метода на интервюто, а отговорите са кодирани, с цел запазване на анонимността. Други източници са дневници на осъдени за блудство с деца. Данните са компютъризирани за обработка. Целият този материал, включително оригиналните бележки на изследващите, се съхранява от Института „Кинси“ и е достъпен за всеки изследовател, който има нужда от тази информация.
Статистическите данни са събирани и интерпретирани много по-внимателно, отколкото обичайното за времето си, а конфиденциалността на данните е с високо ниво на сигурност. Въпреки всичко често пъти с данните от изследванията на Кинси се злоупотребява, а заключенията от тях се изопачават. На базата на извадени от контекста данни се твърди, че 10% от популацията на зрелите мъже е преимуществено хомосексуална, а мнозинството омъжени жени се задоволяват сексуално чрез мастурбация. Нито едно от тези две твърдения не принадлежи на Кинси, но и двете към днешна дата продължават да му се приписват.

## Критика
Чисто научната критика към Кинси не е голяма. Психиатричните кръгове по това време се отнасят към докладите не толкава с критичност, колкото с пренебрежение. Основната критика към работата на Кинси е отправена към неконтролирания подбор на изследваните обекти. През 1948 г., в същата година в която е издадена „Сексуалното поведение на мъжа“, комитет на Американската статистическа асоциация, член на който е и известният статистик Джон Тъки, разкритикува процедурата по набиране на обекти за изследването. Тъки е сред най-яростните критици, изказвайки мнението, че „Случайно подбрани трима души биха били по-добра селекция от група от 300 души, избрани от г-н Кинси“ Архив на оригинала от 2015-02-27 в Wayback Machine.. Критиката е отправена към големия размер на определени групи в изследваните популации: 25% са били настоящи или бивши затворници, а 5% — мъжки проститутки. Сред основните критици от страна на психолозите е Ейбрахам Маслоу, според когото Кинси е допуснал предубеденост в данните, тъй като не е взел предвид факта, че те представляват проучване само върху тези, които са пожелали да участват в изследването.
В отговор на тези критики, Пол Гебхард, наследникът на Кинси като директор на Института за изследване на секса, прекарва няколко години в „почистване“ на данните от изследването, премахвайки например целия материал събран от затворници. През 1979 г. Гебхард, заедно с Алан Б. Джонсън, издава „Данните на Кинси: маргинални таблични данни от интервютата от 1938 – 1963 г. под ръководството на Института за изследване на секса“. Заключението им, което изненадва и самият Гебхард (по негови думи), е че нито едно от първоначалните изчисления на Кинси не е изменено чувствително.
Професор Мартин Дъберман пише:
Вместо 37-те процента на Кинси Гебхард и Джонсън изчисляват 36,4 %; 10-те процента стават 9,9 % за белите, завършили колеж студенти и 12,7 % за тези, с по-слабо образование. Що се отнася до призива за „случаен подбор“, екип от независими статистици, изследващи процедурите на Кинси, заключиха, че през 1953 г. проблемите присъщи за едно изследване върху секса осуетяват възможността за набиране на истински случайни обекти и че методите за интервюиране, приложени от него са „изключително ловки“. Те определят работата на Кинси като „монументално усилие“.

## Подозрения за сексуална злоупотреба с деца
В докладите на Кинси има данни и за предюношески оргазъм. Особено проблематични са статистически таблици от 30 до 34 в томът за мъжкото сексуално поведение. За пример таблица 34 е „Примери за многократен оргазъм у малолетни момчета. Някои случаи на висока честота.“ Според Кинси някои 7-годишни могат да имат до седем оргазма за период от три часа. Критици на Кинси твърдят, че подобни данни могат да бъдат събрани само чрез директно наблюдение или участие в сексуални актове с деца. Сред основните доказателства са данните в таблица 32: „Скорост на предюношеския оргазъм; Продължителност на стимулацията преди оргазъм“.
Институтът „Кинси“ изразява недвусмислена позиция по въпроса на официалния си сайт: „[Кинси] не е провеждал експерименти с деца; не е наемал, съдействал или убеждавал хора да провеждат такива екперименти.“ По-надолу от института казват:
„Кинси съвсем ясно излага в тома за мъжката сексуалност източниците си, отнасящи се до детската сексуалност. По-голямата част от тази информация е добита от възрастни, спомнящи си собственото си детство. Някои са добити от родители, наблюдавали децата си, а някои от учители, наблюдавали децата за проявено сексуално поведение. Кинси заявява, че е интервюирал деветима мъже, които са имали сексуален опит с деца и са му разказали как децата са откликвали или реагирали по време на сексуалните актове. Вярваме, че един от тези мъже е източникът на данните, представени в книгата.“

## Организирана опозиция
Някои консервативни групи, в това число и RSVPAmerica, организация оглавявана от Джудит Райзман, както и Съветът за проучване на семейството (Family Research Council) обявяват публично намеренията да дискредитират изследванията на Кинси. Те обвиняват трудовете му в пропагандиране на „нездравословни“ сексуални практики и морал.
RSVPAmerica популяризира публикации като „Кинси: престъпления и последствия“ и „Кинси, сексът и Фрауд: индоктринация на хората“, и на двете от които авторка е Райзман, както и филмът „Децата от таблица 34“, заснет от Съвета за проучване на семейството. Филмът е рекламиран с изречението, твърдящо че показва „доказателствата, събрани от Джудит Райзман за Алфред Кинси и системното сексуално насилие над 317 момчета“.
В отговор през 1998 г.  Архив на оригинала от 2006-06-27 в Wayback Machine. Джон Банкрофт, директор на Института за изследване на секса, заявява, че данните в таблици 31-34 са почерпани главно от записките на анонимен омнофил, който е извършвал нелегални сексуални актове с деца. Записките са започнати от около 1917 г., много преди Кинси да започне работа върху докладите си. Банкроф допълва, че Кинси отбелязва специално незаконността на тези действия, но въпреки това запазва анонимността му. Институтът „Кинси“ твърдо изказва становището си, че Алфред Кинси никога не е издевателствал сексуално над непълнолетни, нито е наемал други да го вършат; и че винаги е интервюирал децата в присъствието на родителите им.
Други атаки са отправяни към сексуалния живот и мотивите на самия Кинси или твърдят, че докладите на професора са сами по себе си причина за морална деградация на обществото.

## Обществена значимост
Докладите на Кинси са асоциирани с цялостната публична концепция за сексуалност в САЩ. Промяната през 60-те, след представянето на оралните контрацептиви, води до сексуалната революция. По това време Мастърс и Джонсън публикуват изследванията си върху психологията на секса, развенчавайки много табута и недоразумения, подобни на тези, които Кинси развенчава близо едно десетилетие по-рано.
Макар и радикални за времето си, много от заключенията на Кинси днес са приети, а докладите му продължават да бъдат цитирани като авторитетни източници.